# ドバイ金融市場
ドバイ金融市場（ドバイきんゆうしじょう、アラビア語 : سوق دبي المالي , 英語 : Dubai Financial Market ; DFM）は、アラブ首長国連邦のドバイにある証券取引所のことである。
2009年12月現在、ドバイ金融市場には65社が上場しており、全上場企業の時価総額の合計は約352億ドル(約3.2兆円)である。東京証券取引所のほぼ1%の時価総額規模である。ドバイ金融市場の株価指数は、ドバイ金融市場総合指数 (Dubai Financial Market General Index ; DFMGI)である。時価総額加重平均型株価指数であり、2004年1月1日を1000として指数化している。

## 歴史
2000年3月26日、ドバイ金融市場設立。